# Halterofilia en los Juegos Olímpicos de Atenas 1896 - Levantamiento con un brazo
El levantamiento con un brazo, un evento similar al moderno arranque, fue uno de los dos eventos de halterofilia del programa de los Juegos Olímpicos de Atenas 1896. Los pesistas tenían tres intentos. Una vez que cada uno de ellos finalizaran sus primeros intentos, empezaban los segundos intentos. Luego que cada uno realizara sus tres intentos, los tres primeros recibían tres intentos adicionales.
En el segundo evento de halterofilia, celebrado poco después de la primera competición, solo una mano era permitida para el levantamiento de las pesas. La técnica era similar al evento moderno de arranque. Jensen, quien se había lesionado en el primer evento, fue capaz de levantar solo lo suficiente para obtener la medalla de plata, mientras que Elliot superó ampliamente a los demás atletas en el campo, en su camino a ganar la primera medalla de oro del Reino Unido en las olimpíadas.
Nikolopoulos levantó 57.0 kilogramos con un brazo, empatando con Jensen, quien levantó el mismo peso con el otro brazo. Sin embargo, el griego solo pudo levantar 40.0 kilogramos con el otro, pero se vio recompensado con el tercer lugar, superando a Versis, quien solo pudo levantar 40.0 kg con ambos brazos.

## Resultados
| Posición | Atleta                       | Peso            |
| -------- | ---------------------------- | --------------- |
| 1        | Launceston Elliot (GBR)      | 71.0 kg         |
| 2        | Viggo Jensen (DEN)           | 57.0 kg         |
| 3        | Alexandros Nikolopulos (GRE) | 57.0 kg/40.0 kg |
| 4        | Sotirios Versis (GRE)        | 40.0 kg         |